# U 69 (1940)
U 69 byla první německou ponorkou typu VIIC postavená počátkem druhé světové války pro německé válečné námořnictvo (Kriegsmarine). Oproti původním ponorkám mohla vyplouvat na delší plavby s čtrnácti torpédy. Na palubě byl umístěn 8,8 cm kanon proti menším plavidlům a protiletadlový kanon. V období únor 1941 až únor 1943 vyplula na 10 bojových plaveb. U 69 byla úspěšná, potopila nebo poškodila 19 spojeneckých lodí o celkové tonáži 72 945 BRT. Její neslavný útok na civilní loď SS Caribou u pobřeží Newfoundlandu v říjnu 1942 si vyžádal 137 obětí mužů, žen a dětí. Do služby byla zařazena 2. listopadu 1940 pod velením Josta Metzlera (2. listopad 1940 – 24. srpna 1941). Dalším velitelem byl Hans-Jürgen Auffermann (24. srpna – 28. srpna 1941), Wilhelm Zahn (28. srpen 1941 – 31. března 1942) a Ulrich Gräf (31. březen 1942 – 17. únor 1943).

## Konstrukce
Ponorka U 69 byla objednána 30. května 1938 v loděnicích F. Krupp Germaniawerft AG v Kielu pod výrobním číslem 603. Výroba byla zahájená 11. listopadu 1939. Na vodu byla spuštěna 19. září 1940. Do služby byla zařazena 2. listopadu 1940. Typ VII C byla delší a těžší než předchozí ponorky typu VII B. Na hladině měla výtlak 769 tun, při ponoření 871 tun. Ponor byl 4,7 m, výška 9,6 m. Pohon tvořily dva šesti válcové diesel motory MAN o celkovém výkonu 4 400 PS (3 240 kW) k pohonu na hladině a dobíjení baterií (2x 62 o celkové hmotnosti 61 996 t). K plavbě pod vodu sloužily dva elektromotory AEG GU 460/8-27 o celkovém výkonu 1000 PS (740 kW). Dvě lodní hřídele poháněly ponorku pomocí lodních šroubů o průměru 1,23 m. Mohla se potopit a plout v hloubce 100 m (konstrukční hloubka), případně v hloubce 165 m, maximálně až do 230 m pod hladinu moře. Rychlost ponoru byla 25–30 sekund. Její maximální rychlost byla 18,2 uzlů (33,7 km/h) na hladině a 7,3 uzlů (13,5 km/h) pod hladinou. Dosah byl 8 500 námořních mil (15 700 km) při rychlosti 10 uzlů (19 km/h), pod vodou při rychlosti 4 uzly (7,4 km/h) urazila 80 námořních mil (150 km).

### Lodní znak
Lodním znakem byla smějící se kráva (veselá kráva). V březnu, poté co byla potopena ponorka U 47 (kapitán Prien), Sedmá flotila se rozhodla, že lodní znak Priena bude lodním znakem celé flotily. Ponorce U 69 byl dodán rozkaz, ale nebyla přiložena skica s lodním znakem. První důstojník Auffermann dostal za úkol zjistit jak znak vypadá. Protože se nechtěl ptát sousedních posádek ponorek jak vypadá vlastní znak flotily, aby nepoškodil prestiž posádky U 69, vydal se na břeh za inspirací. Výsledkem jeho hledání byla etiketa na krabici francouzských sýrů Veselá kráva. Jeden pracovník překreslil celou etiketu i s nápisem La vache qui rit (Veselá kráva, něm. Die lachende Kuh). Dalším znakem bylo šest vlajek (tří skupiny dvoj-vlajkového signálu písmen L, M, A) a text Horrido.

## Historie služby
U 69 od 2. listopadu 1940 do 31. ledna 1941 byla zařazena k jako výcviková ponorka 7. ponorkové výcvikové flotily v Kiel. Od 1. února 1941 do 17. února 1943 byla převelena pod 7. ponorkovou flotilu (německy 7. U-Flottille, anglicky 7th U-boat Flotilla) v Saint-Nazaire ve Francii. Během své služby se zúčastnila sedmi vlčích smeček.

### První bojová plavba
Na první bojovou plavbu ponorka U 69 vyplula z Kielu 10. února 1941 pod velením Josta Metzlera a vrátila se 1. března 1941 do Lorientu. Operační prostor byl v Severním moři, v prostoru mezi Faerskými a Shetlandskými ostrovy. Potopila 3 lodi o celkové tonáži 16 057 BRT.
| datum         | jméno          | příslušnost | tonáž [BRT] | konvoj | Pozice          |
| ------------- | -------------- | ----------- | ----------- | ------ | --------------- |
| 17. únor 1941 | Siamese Prince | UK          | 8 456       |        | 59°53′N 12°12′W |
| 19. únor 1941 | Empire Blanda  | UK          | 5 693       | HX 107 | 60°33′N 18°50′W |
| 23. únor 1941 | Svein Jarl     | Norsko      | 1 908       | OB 288 | 59°18′N 21°30′W |

### Druhá bojová plavba
Na druhou bojovou plavbu U 69 vyplula 18. března 1941 z Lorientu a vrátila se 11. dubna 1941 do Lorientu. Operační prostor byl v severní čási Atlantského oceánu západně od Irska a jižně od Islandu. U 69 potopila jednu loď o celkové tonáži 3759 BRT a jednu loď o celkové tonáži 4887 BRT poškodila.
| datum           | jméno    | příslušnost | tonáž [BRT] | konvoj | Pozice          |
| --------------- | -------- | ----------- | ----------- | ------ | --------------- |
| 30. března 1941 | Coultarn | UK          | 3 759       | OB 302 | 60°18′N 29°28′W |
| 3. dubna 1941   | Thirlby  | UK          | 4 887       | SC 26  | 58°22′N 28°55′W |

### Třetí bojová plavba
Na třetí bojovou plavbu U 69 vyplula 5. května 1941 z Lorientu a vrátila se 8. července 1941 do Saint Nazaire. Operační prostor byl v centrální části Atlantského oceánu, severovýchodně od Azor. U 69 19. května doplnila zásoby paliva a proviantu z parníku Egerland. 18. června z U 103 doplnila 700l oleje a od ponorky U 107 proviant. Ponorka U A předala šifrovací dokumentaci. 30. června 1941 v Las Palmas de Gran Canaria doplnila palivo a proviant. Během plavby položila čtyři miny typu TMC v přístavu Takoradi osm min typu TMC v přístavu Lagos, kde na minu najel plovoucí bagr Robert Hughes. Operační prostor byl ve střední části Atlantského oceánu od Freetownu přes Kapverdské ostrovy až po Las Palmas. Během operační plavby potopila sedm lodí.
| datum            | jméno          | příslušnost | tonáž [BRT] | konvoj | Pozice             |
| ---------------- | -------------- | ----------- | ----------- | ------ | ------------------ |
| 21. května 1941  | Robin Moor     | USA         | 4 999       |        | 6°10′00″N 25°40′W  |
| 21. května 1941  | Tewkesbury     | UK          | 4 601       |        | 5°49′00″N 24°09′W  |
| 31. května 1941  | Sangra         | UK          | 5 445       |        | 5°33′00″N 0°13′W   |
| 3. června 1941   | Robert Hughes  | UK          | 2 879       |        | 6°27′00″N 3°24′E   |
| 27. června 1941  | Empire Ability | UK          | 7 603       | SL 78  | 23°50′00″N 21°10′W |
| 27. června 1941  | River Lugar    | UK          | 5 423       | SL 78  | 24°00′00″N 21°00′W |
| 3. července 1941 | Robert L. Holt | UK          | 2 918       | OB 337 | 30°44′00″N 18°36′W |

### Čtvrtá bojová plavba
Na čtvrtou bojovou plavbu U 69 vyplula 21. srpna 1941 z Saint Nazaire a vrátila se 27. srpna 1941. Během plavby přes Biskajský záliv kapitán ponorky onemocněl a ta se musela vrátit zpět na základnu. Během plavby nepotopila ani nepoškodila žádnou loď.

### Pátá bojová plavba
Na pátou bojovou plavbu U 69 vyplula 1. září 1941 z Saint Nazaire a vrátila se 1. října 1941. Velitelem byl Wilhelm Zahn. Operační prostor byl v severní části Atlantského oceánu, severozápadně od Hebrid a jihovýchodně od Cap Farewell. Během bojové plavby U 69 byla součástí vlčí smečky Seewolf a Brandenburg, avšak žádnou loď nepotopila ani nepoškodila.

### Šestá bojová plavba
Na šestou bojovou plavbu U 69 vyplula 30. října 1941 z Saint Nazaire a vrátila se 8. prosince 1941. Operační prostor byl v Atlantského oceánu západně od Španělska a Gibraltaru a byla součástí vlčí smečky Störtebecker. Během plavby nepotopila ani nepoškodila žádnou loď.

### Sedmá bojová plavba
Na sedmou bojovou plavbu U 69 vyplula 18. ledna 1942 z Saint Nazaire a vrátila se 17. března 1942. Ovšem po devíti dnech plavby se musela vrátit zpět neboť zanechávala za sebou velkou olejovou stopu. Po opravě se znovu vydala do operačního prostoru 31. ledna 1942. Ponorce opět velel Wilhelm Zahn. Operační prostor byl v severní části Atlantského oceánu u Newfoundlandu. Během bojové plavby žádná loď nebyla potopena ani poškozena.

### Osmá bojová plavba
Na osmou bojovou plavbu U 69 vyplula pod velením Ulricha Gräfa 12. dubna 1942 z Saint Nazaire a vrátila se 25. červen 1943. Operační prostor byl v západní části Atlantského oceánu a v oblasti Karibiku. U 69 převzala 29. dubna 1942 od zásobovací ponorky U 459 palivo (32 m3) a proviant. Během operační plavby potopila čtyři lodě celkové tonáži 11 976 BRT.
| datum           | jméno           | příslušnost | tonáž [BRT] | konvoj | Pozice             |
| --------------- | --------------- | ----------- | ----------- | ------ | ------------------ |
| 1. května 1942  | James E. Newsom | Kanada      | 671         |        | 35°50′00″N 59°40′W |
| 12. května 1942 | Lise            | Norsko      | 6 826       |        | 13°53′00″N 68°20′W |
| 13. května 1942 | Norlantic       | USA         | 2 606       |        | 12°13′00″N 66°30′W |
| 21. května 1942 | Torondoc        | Kanada      | 1 927       |        | 14°45′00″N 62°15′W |

### Devátá bojová plavba
Na devátou bojovou plavbu U 69 vyplula 15. srpna 1942 z Saint Nazaire a vrátila se 5. listopadu 1942 do Lorientu. Během operační plavby převzala 25. října 1942 od zásobovací ponorky U 463 palivo (12 m3) a proviant. Východně Virginie Beach položila dvanáct min typu TMB. Operační prostor byl v západní části Atlantského oceánu, v Chesapeakské zátoce a u Nového Skotska. Během operační plavby potopila dvě lodě celkové tonáži 4 597 BRT.
| datum          | jméno   | příslušnost | tonáž [BRT] | konvoj | Pozice             |
| -------------- | ------- | ----------- | ----------- | ------ | ------------------ |
| 9. října 1942  | Carolus | Kanada      | 2 375       | NL 9   | 48°47′00″N 68°10′W |
| 14. října 1942 | Caribou | UK          | 2 222       | NL 9   | 47°19′00″N 59°29′W |

### Desátá bojová plavba
Na desátou bojovou plavbu U 69 vyplula 2. ledna 1943 z Lorientu. Operační prostor byl v severní části Atlantiku jižně od Grónska a severně od Newfoundlandu.

### Zničení
17. února 1943 byla U 69 vykryta zaměřovačem Huff-Duff z doprovodných lodí konvoje ONS 165 a těžce poškozena hlubinnými pumami, po vynoření byla taranována korvetou HMS Fame a potopena. Celá posádka 46 námořníků zahynula.

### Vlčí smečky
Ponorka U 69 se zúčastnila v průběhu bojových operací sedmi vlčích smeček
1. Seewolf (4. září 1941–15. září 1941)
2. Brandenburg (15. září 1941–24. září 1941)
3. Störtebecker (5. listopad 1941–19 listopad 1941)
4. Gödecke (19. listopad–25. listopad 1941)
5. Letzte Ritter (25. listopad–3. prosinec 1941)
6. Falke (8. leden 1943–19. leden 1943)
7. Haudegen (19. leden 1943 – 15. únor 1943)